# Ivànovka (Arkadak)
Ivànovka - Ивановка (rus) - és un poble de l'óblast de Saràtov, a Rússia, segons el cens del 2013 tenia 401 habitants. Pertany al districte municipal d'Arkadak.